# رنف ديكاري
رِّنف ديكاري (الاسم العلمي: Delonix decaryi)، نوع نبات من فصيلة البقولية. يوجد فقط في مدغشقر. الاسم العلمي للنوع مُهدا إلى عالم النبات الفرنسي ريمون ديكاري.